# Леа Фенер
Ле́а Фене́р (фр. Léa Fehner; нар. 15 жовтня 1981, Тулуза, Франція) — французька кінорежисерка та сценаристка.

## Біографія
Леа Фенер народилася 15 жовтня 1981 року в Тулузі, Франція, і виросла в мандрівній театральній сім'ї. Здобувала освіту в Ліцеї Габріеля Густу (фр. Lycée Gabriel-Guist'hau) в Нанті та у Вищому національному інституті виконавських видів мистецтва і техніки мовлення (фр. Institut national supérieur des arts du spectacle et des techniques de diffusion, INSAS); потім навчалася сценарній майстерності в кіношколі La Fémis, яку вона закінчила у 2006 році. Під час навчання Фенер проходила стажування в кіноцентрі в Бамако і Камбоджі .
У період з 2000 по 2007 роки Леа Фенер написала і зрежисувала декілька короткометражних фільмів, серед яких «Окрім мовчання» (фр. Sauf le Silence) був представлений на різних кінофестивалях, в тому числі на Міжнародному кінофестивалі короткометражного кіно у Клермон-Феррані та Всесвітньому фестивалі короткометражних фільмів у Торонто.
У 2009 році Фенер дебютувала повнометражною стрічкою «Нам би лише день вистояти…» з Фарідою Рахуадж, Реда Катебом та Полін Етьєн у головних ролях. Фільм здобув Приз Луї Деллюка та був номінований на кінопремію «Сезар» як найкращий дебютний фільм 2009 року.
Друга повнометражна режисерська робота Леа Фенер «Людожери» (2016) була відзначена низкою фестивальних кінонагород та у грудні 2016 року була номінована у трьох категоріях на здобуття Премія «Люм'єр» 2017 року.

## Фільмографія
| Рік  |          | Назва українською          | Оригінальна назва                        | Режисер | Сценарист |
| ---- | -------- | -------------------------- | ---------------------------------------- | ------- | --------- |
| 2001 | к/м док. | Дора                       | Dora                                     | Так     | Так       |
| 2004 | к/м      | Конфлікт качок             | Conflit de canards                       |         | Так       |
| 2007 | к/м      | Окрім мовчання             | Sauf le silence                          | Так     | Так       |
| 2009 |          | Нам би лише день вистояти… | Qu'un seul tienne et les autres suivront | Так     | Так       |
| 2015 |          | Людожери                   | Les ogres                                | Так     | Так       |

## Визнання
| Рік                                      | Категорія                                                                         | Фільм                                                                             | Результат |
| ---------------------------------------- | --------------------------------------------------------------------------------- | --------------------------------------------------------------------------------- | --------- |
| Кінофестиваль в Довілі                   |                                                                                   |                                                                                   |           |
| 2009                                     | Приз Мішеля д'Орнано                                                              | Нам би лише день вистояти...                                                      | Перемога  |
| Приз Луї Деллюка                         |                                                                                   |                                                                                   |           |
| 2009                                     | Найкращий фільм                                                                   | Нам би лише день вистояти...                                                      | Перемога  |
| Премія« Сезар»                           |                                                                                   |                                                                                   |           |
| 2010                                     | Найкращий дебютний фільм                                                          | Нам би лише день вистояти...                                                      | Номінація |
|                                          |                                                                                   |                                                                                   |           |
| 2010                                     | Премія товариства драматичних авторів і композиторів (SACD) новим талантам в кіно | Премія товариства драматичних авторів і композиторів (SACD) новим талантам в кіно | Перемога  |
| Кінофестиваль у Кабурі                   |                                                                                   |                                                                                   |           |
| 2016                                     | Золотий Сван за найкращий фільм                                                   | Людожери                                                                          | Перемога  |
| Одеський міжнародний кінофестиваль       |                                                                                   |                                                                                   |           |
| 2016                                     | Спеціальна згадка журі                                                            | Людожери                                                                          | Перемога  |
| Роттердамський міжнародний кінофестиваль |                                                                                   |                                                                                   |           |
| 2016                                     | Приз Великий екран                                                                | Людожери                                                                          | Перемога  |
| Премія «Люм'єр»                          |                                                                                   |                                                                                   |           |
| 2017                                     | Найкращий фільм                                                                   | Людожери                                                                          | Номінація |
| 2017                                     | Найкращий режисер                                                                 | Людожери                                                                          | Номінація |
| 2017                                     | Найкращий сценарій                                                                | Людожери                                                                          | Номінація |

## Громадська позиція
У 2018 підтримала звернення Європейської кіноакадемії на захист ув'язненого у Росії українського режисера Олега Сенцова.